# Athetis sparna
Athetis sparna är en fjärilsart som beskrevs av Alfred Ernest Wileman och West 1929. Athetis sparna ingår i släktet Athetis och familjen nattflyn. Inga underarter finns listade i Catalogue of Life.